# Gildas le Sage
Pour les articles homonymes, voir Le Sage, Saint Gildas et Gildas.
Gildas,  Gweltaz en breton (né entre 490 et 504, peut-être en 494, probablement dans le royaume de Strathclyde (près de Glasgow), mort probablement le 29 janvier 565 à l'Île-d'Houat) est un ecclésiastique originaire de l'île de Grande-Bretagne qui aurait fini sa vie en Bretagne continentale (il est appelé Gweltaz en breton, Giltas dans le plus ancien document citant son nom, une lettre de saint Colomban). Surnommé Sapiens, « le Sage », Gildas est connu comme auteur du sermon De Excidio et Conquestu Britanniae, l'une des sources majeures pour l'histoire de la Grande-Bretagne aux Ve et VIe siècles. Il promeut dans ses écrits la vie monastique, et des fragments de lettres indiquent qu'il aurait également rédigé une règle monacale moins austère que celle de son contemporain, saint David.
Au-delà du personnage historique existe aussi une tradition légendaire. Ce saint chrétien est fêté le 29 janvier (culte attesté depuis le VIIIe siècle dans le Martyrologe hiéronymien).

## Le personnage selon ses sources hagiographiques

### Les sources

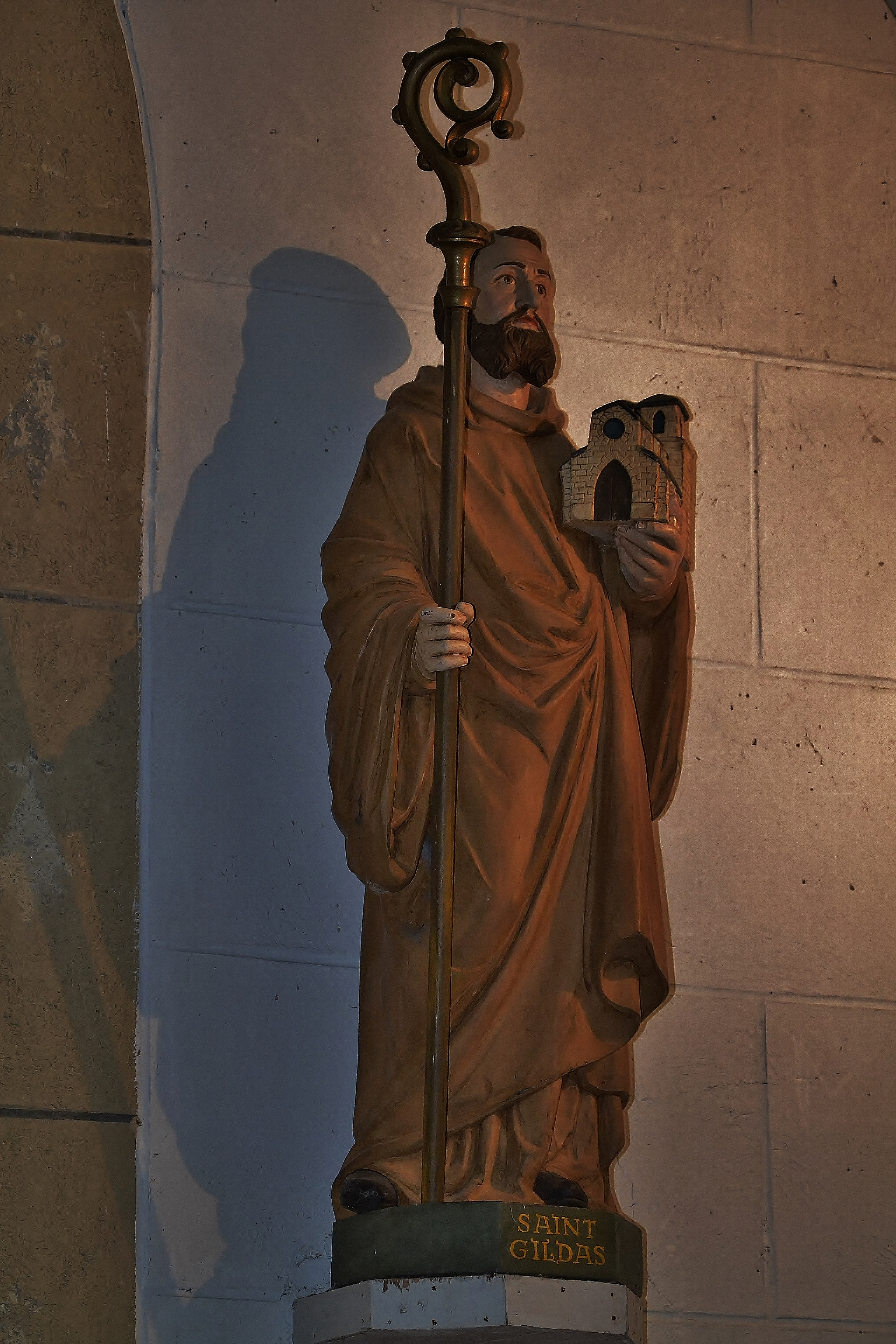
Statue de Gildas portant la crosse avec la volute tournée vers l'extérieur (symbole de l'évêque) et non vers l'intérieur (symbole de l'abbé), chapelle Saint-Gildas de Bieuzy.

Il existe essentiellement trois Vies de saint Gildas conservées datant du Moyen Âge. La première Vita Gildae fut écrite vers 1060 (la biographie du saint est suivie de l'évocation d'événements du début de ce siècle) en Bretagne continentale par l'abbé de l'abbaye de Saint-Gildas de Rhuys Vital de Fleury (restaurée à l'époque par un délégué de Saint-Benoît-sur-Loire), cette vie armoricaine étant peut-être la réfection d'une hagiographie antérieure rédigée vers 1025 lorsque Félix de Rhuys, à cause de la sainteté du site détruit à la suite des raids vikings vers 919, décide de donner la priorité à sa restauration et non à celle de Locminé, qui demeure dès lors un prieuré ; cette Vita Gildae donne à la fois les signes d'avoir eu des sources sérieuses (avec par exemple des noms de rois connus par ailleurs : Conomor, Weroc, Ainmeric roi d'Irlande, etc.), mais aussi d'avoir mélangé des éléments biographiques de manière assez incohérente, outre la présence d'éléments visiblement légendaires ; il fut publié pour la première fois en 1605 par le célestin dom Jean du Bois dans sa Floriacensis vetus bibliotheca à partir d'un manuscrit de l'abbaye de Saint-Benoît-sur-Loire, et ensuite en 1668 par Luc d'Achéry et Jean Mabillon dans les Acta sanctorum ordinis Sancti Benedicti à partir d'un texte un peu plus long venant de l'abbaye de Saint-Gildas de Rhuys. Une autre Vie fut composée vers 1120-1130 au Pays de Galles par l'hagiographe Caradoc de Llancarfan sur commande des moines de Glastonbury désireux de promouvoir la réputation de leur abbaye ; elle se trouve parfois dans des manuscrits de l'Historia Brittonum, car ce texte a été attribué par certains, à tort, à saint Gildas ; elle est très différente, et guère plus assurée dans ses informations que la première (aucune mention des activités de Gildas en Armorique) ; elle a été imprimée pour la première fois en 1639, par James Ussher, dans sa Britannicarum ecclesiarum antiquitas. Il existe une troisième Vie, datant du XIIIe siècle, dans le manuscrit Paris. lat. 5318 (ancien Codex Bigotianus), mais elle n'ajoute rien de valable aux deux autres. Le fait que ces sources hagiographiques tardives se contredisent d'ailleurs ont conduit le médiéviste David Dumville à contester leur portée historique. « Dès lors, plutôt que de sonder ces Vitae pour en extraire un improbable « résidu historique » sur Gildas et son temps qu'elles n'ont pas pour objet d'apporter, il serait sans doute plus rentable de les questionner sur la représentation des origines bretonnes que transmettent les hagiographes ».
Dans son De Excidio et Conquestu Britanniae (§ 26), Gildas déclare qu'il écrit ce texte la quarante-quatrième année après la bataille du Mont Badon (dont la date est d'ailleurs incertaine, apparemment autour de l'an 500, 493 ou 494 suivant la chronologie de Bède le Vénérable), et que d'autre part l'année de cette bataille est celle de sa propre naissance (« annus... qui et meæ nativitatis est »). D'autre part, au § 33, il lance des invectives contre un roi Maglocunus qui est visiblement vivant (« Quid tu enim, insularis draco, etc. ») ; or nous savons par les Annales Cambriae que ce roi est mort de la peste en 547 (ad a. CIII = p. Chr. 547 : « mortalitas magna, in qua pausat Mailcun rex Guenedotæ »), information confirmée par la Vie de saint Théleau qui se trouve dans le Liber Landavensis (« pestis flava... traxit Mailconum regem Guenedociæ »). Donc le De excidio est antérieur à 547, et la date de naissance de Gildas antérieure à 504.
Les Annales Cambriae comportent deux repères directs pour la vie de saint Gildas : ad a. CXXI = p. Chr. 565 : « navigatio Gildæ in Hibernia » (donc, voyage en Irlande) ; ad a. CXXVI = p. Chr. 570 : « Gildas obiit ». La date de la mort du saint est confirmée par les Annales de Tigernach : « anno Domini CCCCCLXIX : Gillas [sic] obiit » (569, donc, mais on sait en considérant l'ensemble de ces annales qu'elles présentent une erreur systématique d'un an).

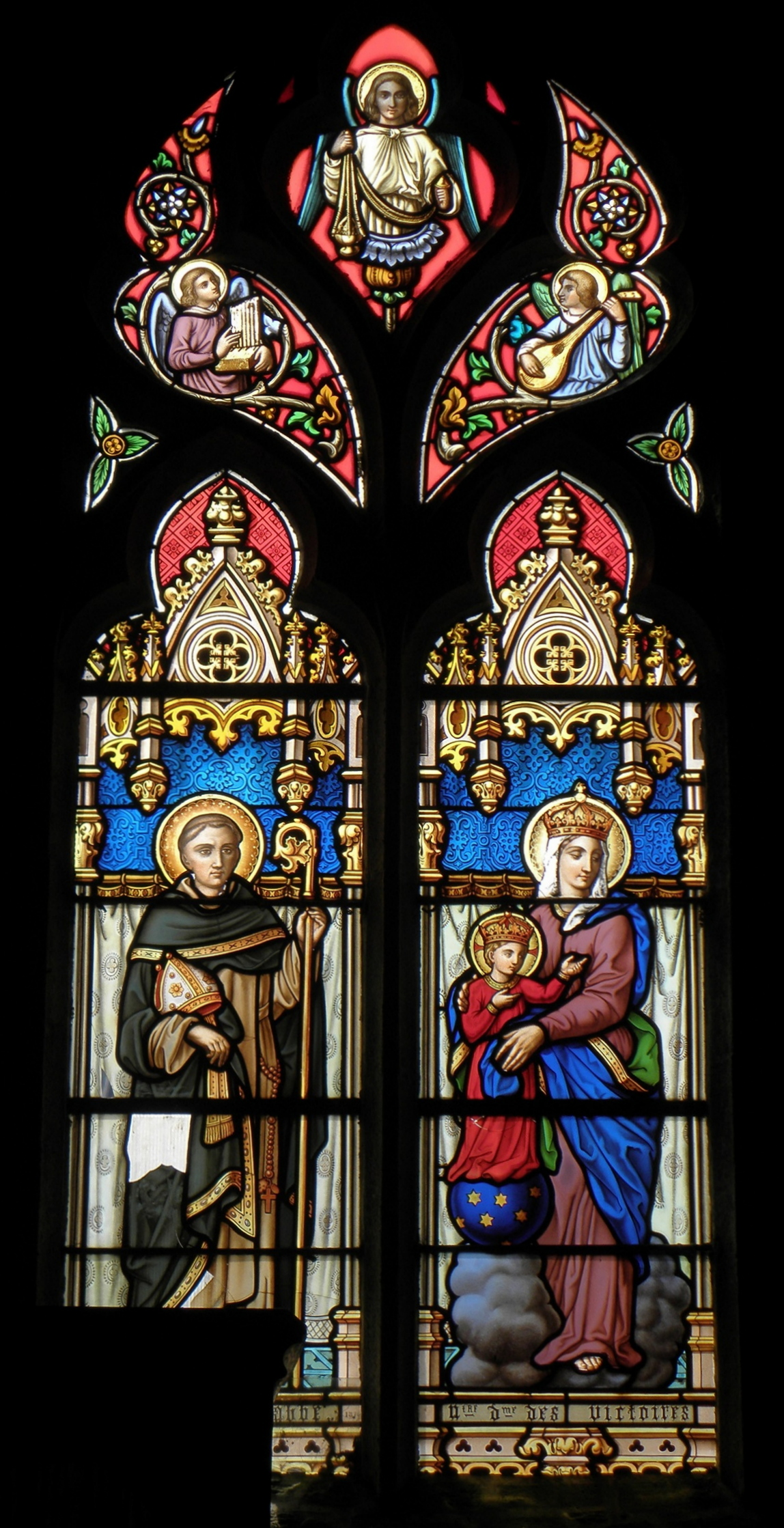
Vitrail de l'église Saint-Gildas de Magoar : Saint-Gildas (la volute de la crosse tournée vers lui) et Notre-Dame-des-Victoires.

### Eléments biographiques
La Vita Gildae, dans ses § 20-24, parle des démêlés de Gildas avec le « tyran Conomer » (« Erat ergo in illis diebus quidam tyrannus, nomine Conomerus... »), dont il ressuscite l'épouse assassinée Trifine ; or, ce Conomor est un personnage historique mentionné dans l'Histoire de Grégoire de Tours (appelé Chonomor en IV, 4, Chonoober en IV, 20, avec hésitation -m-/-b- expliquée par la phonétique du vieux breton), et on sait par ce dernier passage qu'il mourut auprès de Chramne dans la guerre de ce dernier contre Clothaire Ier (novembre ou décembre 560). Chose plus frappante, la même Vie armoricaine du XIe siècle, en son § 11, parlant d'un voyage de Gildas en Irlande, déclare qu'il y fut appelé par un certain Ainmericus, roi de toute l'île (« Eo tempore regnabat Ainmericus rex per totam Hiberniam... ») ; or, les Annales de Tigernach signalent qu'entre 565 et 568 le roi Ainmire (génitif Ainmerech) (ou Ainmere mac Sétnai) régna sur toute l'Irlande (selon les Annales qui dicuntur quattuor magistrorum, ce fut de 564 à 567) ; en tout cas la date donnée par les Annales Cambriae pour le voyage de Gildas en Irlande (565) correspond bien à l'avènement de ce roi Ainmericus. En revanche, le moine armoricain connaît mal les rois francs de l'époque : au § 16 de la Vie, il parle de « Childéric, fils de Mérovée », roi païen (« Childericus enim eo tempore Merovei filius, gentilium errori deditus, imperabat Francis, quod ex gestis veterum prudens lector cognoscere potest »), ce qui est un gros anachronisme.
Selon la Vie armoricaine, Gildas était natif de la région d'« Arecluta » (c'est-à-dire Alcluith en vieil irlandais), dont il est précisé que son nom venait de celui du fleuve « Clut » (« vocabulum sumpsit a quodam flumine quod "Clut" nuncupatur, a quo plerumque illa irrigatur ») : il s'agit de l'ancien royaume breton septentrional de Strathclyde, au bord du fleuve Clyde, dont la capitale était Dumbarton (Dùn Breatann, la « ville fortifiée des Bretons »). Son père s'appelait « Caunus » (ou « Cauuus», c'est-à-dire Caw), un nom qui se retrouve dans la Vie de saint Cadou ; selon la Vie galloise, il s'appelait Nau et était « roi d'Écosse ». L'auteur armoricain nous dit qu'il avait quatre frères (« Cuillus » ou Huail, qui fut un homme d'armes, « Mailocus », qui était très érudit et fonda un monastère dans le Elvael en Pays de Galles, « Egreas » et « Allæcus », qui se firent aussi moines) et une sœur (« Peteona » ou « Peteova », qui devint une vierge consacrée) ; selon la Vie galloise, il avait vingt-trois frères, tous guerriers (parmi lesquels Huail qui se révolta contre le roi Arthur et fut tué par lui).
D'après la Vie armoricaine, il fut disciple de saint Ildut (associé au monastère de Llantwit Major au Pays de Galles, dont le texte précise que c'était alors une petite île, « in quadam arta et angusta insula », dans le canal de Bristol), avec d'autres religieux qui vinrent ensuite en Armorique : Samson de Dol et Paul Aurélien. Cette indication est corroborée par une Vie de saint Ildut composée au Pays de Galles au XIIe siècle (« ad eum contulerunt se scholares plurimi, quorum de numero quattuor, iste Samson videlicet, Paulinus, Gildas et Devi »), et par une Vie de saint Pol Aurélien datant de 884, où sont cités parmi les disciples d'Ildut saint Devius, saint Samson et saint Gildas. Après plusieurs années passées auprès d'Ildut, Gildas serait allé compléter sa formation en Irlande (il aurait donc fait deux séjours en Irlande, l'un dans sa jeunesse, l'autre à la fin de sa vie) ; un peu plus loin, il est curieusement mentionné qu'il envoya comme présent à l'abbesse Brigitte de Kildare († v. 525) une clochette de sa fabrication (« propriis manibus formulam fecit fusili opere et tintinnabulum composuit secundum petitionem ipsius »), ce qui semble indiquer qu'il avait une activité de métallurgiste. Après son retour d'Irlande, ayant été ordonné prêtre, il serait allé comme missionnaire auprès des « païens » et des « hérétiques » qui habitaient le nord de la Grande-Bretagne (« gentes quæ aquilonalem plagam Britanniæ insulæ incolebant »). Ensuite prend place dans le récit le second voyage en Irlande, à l'appel du roi Ainmericus (épisode qui ne paraît pas être au bon endroit), puis un voyage à Rome et à Ravenne, puis l'arrivée en Armorique (on est alors à la moitié du récit), où se serait déroulé le reste de la vie du saint. L'auteur donne à la Bretagne armoricaine son vieux nom de « Letavia » (en gallois Llydaw) ; il prétend que Gildas, alors âgé de trente ans, se serait d'abord installé dans une île située en face de la presqu'île de Rhuys (« venit ad quandam insulam, quæ in Reuvisii prospectu sita est », donc l'île d'Houat), ensuite aurait construit le monastère de Saint-Gildas-de-Rhuys (« ad quoddam castrum in monte Reuvisii »), puis un ermitage encastré sous un rocher au bord du Blavet, sur la commune de Bieuzy. Dans la suite est narrée la fameuse histoire avec Conomor, sainte Tréphine et saint Trémeur. Le moine armoricain, qui connaît et cite largement le De Excidio et Conquestu Britanniae, en situe la rédaction en Armorique, ce qui est très peu probable, car ce texte ne parle que de la Grande-Bretagne.
Suivant l'hagiographe armoricain, Gildas mourut sur l'île d'Houat (« in amabili sibi insula Hoiata, ubi olim heremiticam duxerat vitam ») ; la majorité de ses disciples, originaires de Cornouaille, voulurent emporter le corps chez eux (« hi qui de Cornugallia venerant, qui plures erant, conabantur eum tollere et in patriam suam transferre »), mais le bateau fit naufrage ; on trouva quelques semaines plus tard l'épave sur la plage du Crouesty, avec le corps intact à l'intérieur ; les disciples du monastère de Saint-Gildas-de-Rhuys le récupérèrent, dressant un autel commémoratif à cet endroit, et l'inhumèrent dans leur église. La mort avait eu lieu le 29 janvier, l'ensevelissement le 11 mai, fête paraît-il toujours célébrée dans le diocèse de Vannes au XIe siècle.
En Armorique, la toponymie associe également Gildas à l'île d'Ouessant : il aurait établi un ermitage sur la pointe du Pern, où un hameau porte toujours le nom de Locqueltas (« ermitage de Gildas »), et on montre encore, près du hameau de Kerhéré, la « pierre de saint Gweltas » sur laquelle il se serait assis alors que faisait rage un incendie qu'il aurait arrêté d'un signe de croix. À Carnoët, la chapelle Saint-Gildas abrite un sarcophage que la tradition dit être celui de saint Gildas.

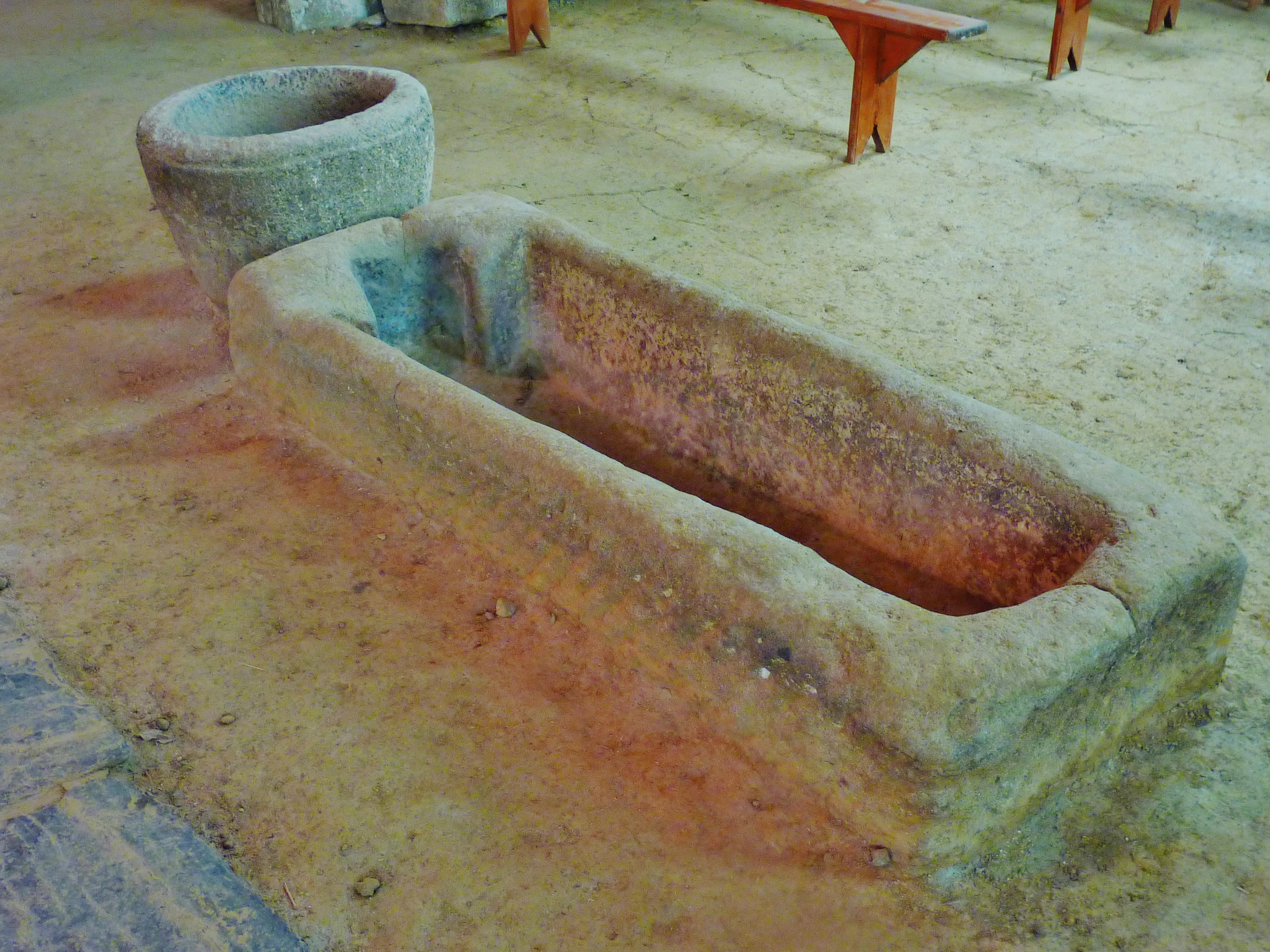
Le sarcophage censé être celui de saint Gildas dans la chapelle Saint-Gildas de Carnoët.
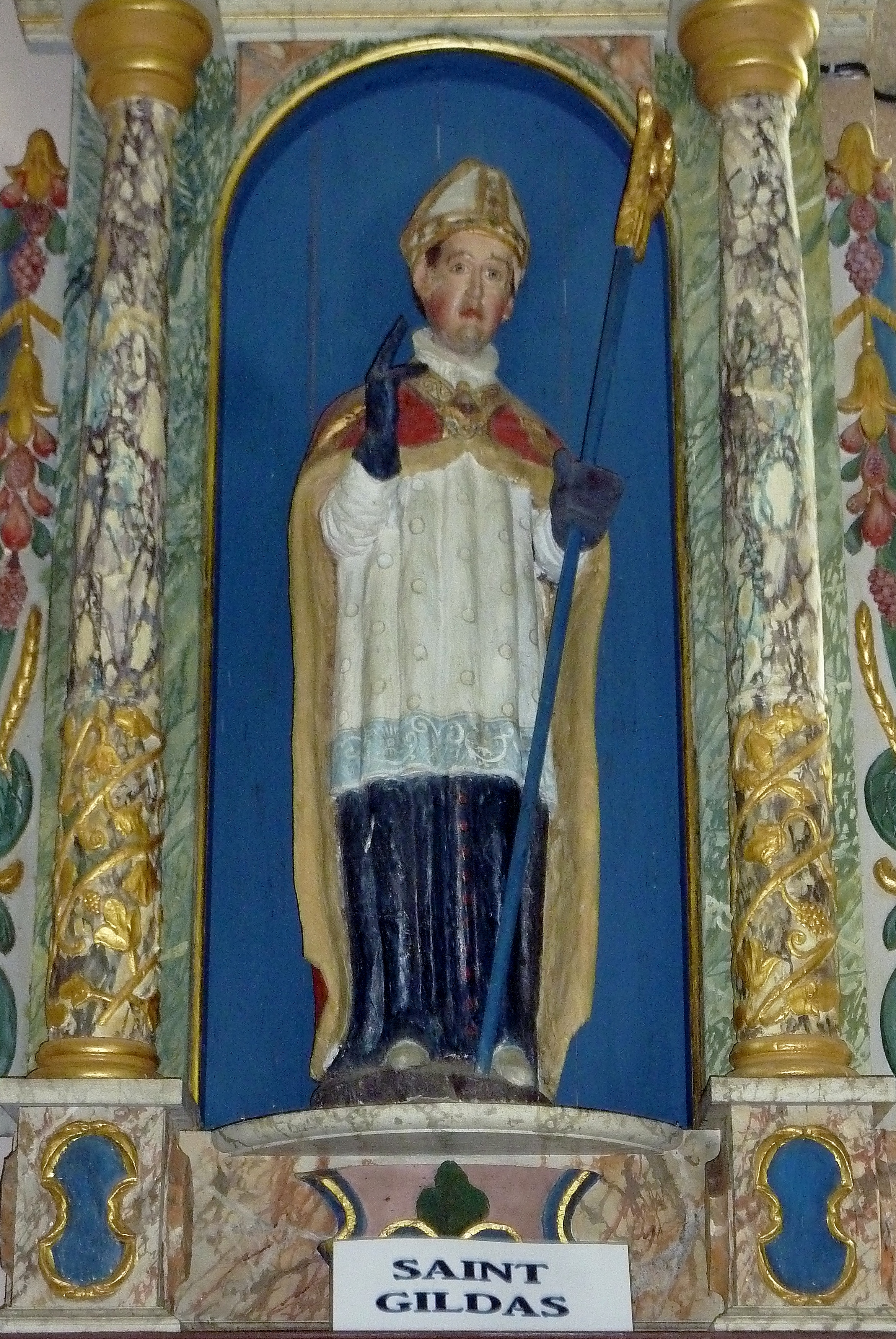
Chapelle Saint-Trémeur (en Cléden-Cap-Sizun): retable et statue de saint Gildas.

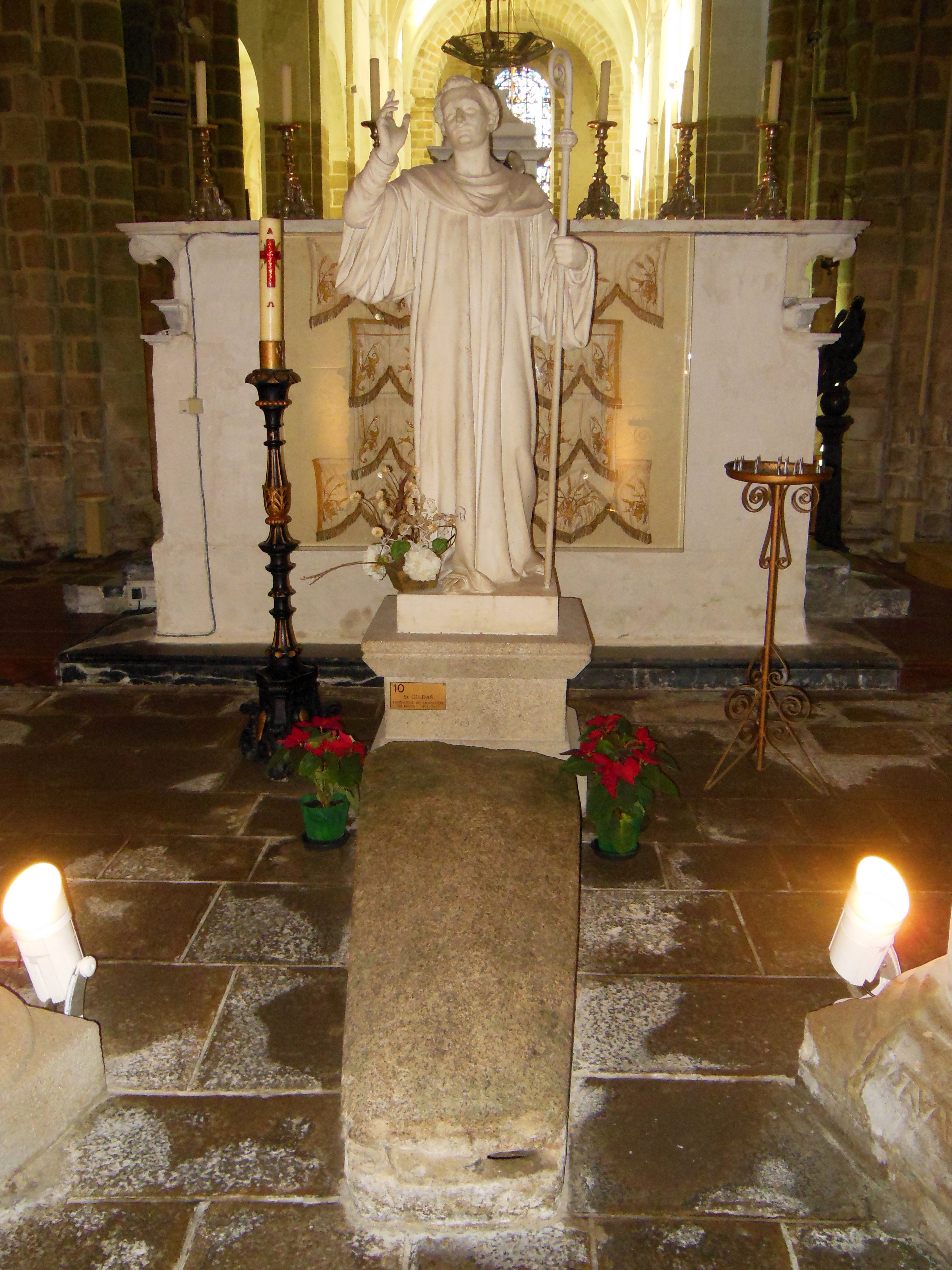
Statue et sarcophage de saint Gildas dans l'abbaye Saint-Gildas de Rhuys.

La Vie galloise de Caradoc de Llancarfan est donc très différente : Gildas aurait étudié en Gaule pendant sept ans, exercé une activité de prédicateur dans le royaume de Dyfed (Pays de Galles) au temps du roi Tryffin (dont le règne se situe à la fin du Ve siècle ; dans le De excidio Britanniæ, Gildas s'en prend au tyran Vortiporius, deuxième successeur de Tryffin) ; il serait parti ensuite pour l'Irlande, et c'est pendant cette période qu'aurait eu lieu la révolte de son frère Huail contre le roi Arthur ; revenu au Pays de Galles, il aurait fait halte auprès de saint Cadou, abbé de Llancarfan, puis aurait continué jusqu'à Rome (car il voulait offrir au pape une clochette qu'il avait rapportée d'Irlande, et qui finalement échut à saint Cadou, écho curieux de la clochette fabriquée pour Brigitte de Kildare dans la Vie armoricaine), puis aurait dirigé pendant un an l'école de Llancarfan, et ensuite se serait retiré dans l'île de Flat Holm (en gallois Ynys Echni) dans le canal de Bristol (fait corroboré par la Vie d'Oudoceus, évêque de Llandaff après saint Théleau, qui se trouve dans le Liber Landavensis : « Ei convenit vir bonus et justus et totius Britanniæ historiographus Gildas Sapiens, ut in historiis nominatur, qui eo tempore conversabatur in insula Echni, ducens anchoritalem vitam »). Par la suite, à cause d'attaques de pirates, Gildas se serait installé à Glastonbury (Glastonia) et aurait joué le rôle d'intermédiaire dans un conflit entre le roi Arthur et un roi Melwas (le Méléagant de Chrétien de Troyes) qui avait enlevé la reine Gwenhwyfar (Guenièvre). À Glastonbury, Gildas compose des Historiæ de regibus Britanniæ ; après avoir vécu en reclus à quelque distance de l'abbaye, il meurt et son corps est transporté à sa demande à l'abbaye de Glastonbury et inhumé dans l'église de cet établissement. Donc, rien sur un quelconque séjour en Armorique, et une relation établie de manière très appuyée avec la figure du roi Arthur, totalement absente de la Vie armoricaine (comme d'ailleurs du De excidio Britanniæ). Mais il y a probablement confusion avec un autre Gildas : Gildas l'Albanais.
Les repères géographiques et chronologiques donnés par le De Excidio et Conquestu Britanniae consistent essentiellement dans l'identité des cinq tyrans auxquels s'en prend Gildas dans la seconde partie du texte : Constantin de Domnonée (c'est-à-dire le Devonshire et la Cornouailles actuels) ; Vortiporius, ayant régné sur le royaume de Dyfed (sud du Pays de Galles) dans le deuxième quart du VIe siècle ; Maglocunus (ou Mailcun), ayant régné sur le royaume de Gwynedd (nord du Pays de Galles) et notamment sur l'île d'Anglesey (il est qualifié d'« insularis draco ») et étant mort en 547. Les deux autres tyrans cités sont: Aurelius Caninus et Cuneglasus.
Parmi les six lettres conservées du moine irlandais saint Colomban (543-615), l'une, adressée au pape Grégoire le Grand entre 595 et 600, contient la plus ancienne mention conservée de Gildas (« Giltas ») : traitant de la vie monastique, elle signale qu'un certain Vennianus (sans doute Finien de Clonard) avait consulté « Giltas auctor » sur le sujet. La Vie de saint Finien de Clonard évoque d'ailleurs une dispute à ce sujet entre Gildas et son contemporain et condisciple David (ou Davy), Gildas étant réservé sur les excès de l'austérité et de l'érémitisme, et ayant trouvé ensuite la règle de saint David trop stricte.

## Œuvre conservée
En dehors du long sermon De Excidio et Conquestu Britanniae (dont l'auteur ne se nomme pas, mais qui a été constamment attribué à Gildas depuis Bède le Vénérable), on possède aussi un De pænitentia (en fait une règle monastique, qui tient en une page et demie dans l'édition des Monumenta Germaniæ Historica), conservé dans le manuscrit Paris. lat. 3182 (autrefois à l'abbaye de Fécamp), et une prière prophylactique contre les maladies intitulée la Lorica (c'est-à-dire le Plastron), conservée dans un manuscrit de Cologne (n° 106) avec comme nom d'auteur Lathacan Scotigenes, et dans un manuscrit irlandais, le Leabhar Breac, où il est dit que l'auteur est Gillus, Laidcend mac Buith Bannaig n'ayant fait qu'apporter le texte en Irlande. L'édition MGH répertorie d'autre part une dizaine de fragments couvrant trois pages, essentiellement sur la vie monastique.

## Postérité
Fuyant les envahisseurs normands, les moines de l'abbaye, emportant les reliques du saint, trouvèrent refuge auprès du seigneur de Déols (à côté de l'actuel Châteauroux), Ebbes le Noble, et une nouvelle abbaye de Saint-Gildas fut érigée en ce lieu. Celle-ci devint au début du XVIIe siècle une des plus riches du Berry, mais, après la sécularisation du monastère en 1622, les moines furent dispersés et l'abbaye détruite. Quelques vestiges de l'ancien cloître sont encore visibles aujourd'hui.

## LeDe Excidio Britanniae

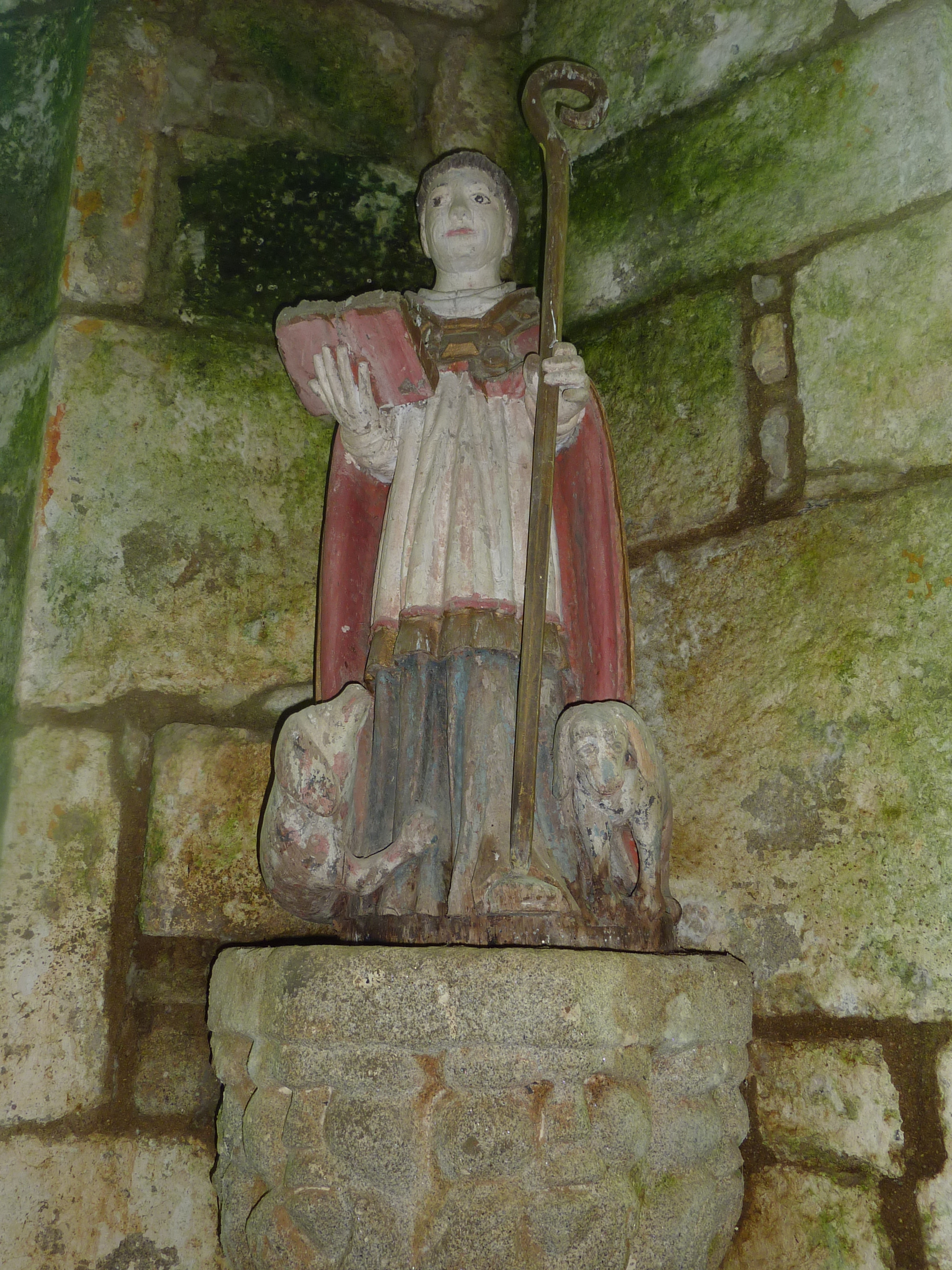
Chapelle Saint-Gildas de Carnoët : statue de saint Gildas, représenté avec un chien et un porc car il était invoqué pour les maux de dents et les morsures de chiens enragés.

Le De Excidio Britanniae (Sur la ruine de la Bretagne) est un sermon en trois parties écrit par saint Gildas dans laquelle il condamne les actions de ses contemporains, aussi bien laïcs que religieux.
La première partie est une introduction dans laquelle Gildas donne l'explication de son travail ainsi qu'un bref résumé de l'histoire de la Grande-Bretagne romaine, de la conquête des Romains jusqu'à son époque. Dans la seconde partie, Gildas fustige cinq rois, tous cruels, cupides et pécheurs selon lui. La troisième partie s'attaque au clergé, mais Gildas n'y cite aucun nom.
Le De Excidio Britanniae a longtemps représenté la (Grande-)Bretagne de l'époque comme une terre dévastée par les pilleurs et au système administratif corrompu. Cette vision soutenait en effet la thèse d'une civilisation romaine détruite par des barbares et expliquait pourquoi la Grande-Bretagne est l'une des rares régions de l'Empire romain qui n'ait pas adopté le latin (comme le firent la France, l'Espagne ou encore la Roumanie). Mais il s'agissait avant tout d'une sorte de sermon que Gildas adressait à ses contemporains et non pas d'une chronique pour la postérité. Bien que Gildas nous offre une des premières descriptions du mur d'Hadrien, il omet de nombreux détails quand ceux-ci n'appuient pas le message qu'il veut faire passer. Son travail reste pourtant extrêmement important au point de vue des historiens et des linguistes, car il s'agit de l'un des rares documents de cette époque à avoir franchi les siècles.

## L'héritage de Gildas
Dans les années qui suivirent le De Excidio, le travail de Gildas fut un modèle pour les écrivains anglo-saxons, que ce soit en latin ou d'autres langues. Par exemple, l'Historia ecclesiastica de Bède le Vénérable se repose énormément sur Gildas pour sa version des invasions anglo-saxonnes, et Alcuin s'en inspire dans ses lettres relatant le pillage de Lindisfarne en 793. Wulfstan d'York reprend l'idée que l'évangélisation et la réforme morale pouvaient constituer un rempart contre la barbarie et les invasions dans ses sermons.